# Температура займання
Температу́ра займа́ння — найнижча температура матеріалу (речовини), за якої за встановленими умовами випробувань над його поверхнею утворюється пара або гази з такою швидкістю, що після їх запалювання виникає стійке горіння.